# كايلا جين بارون
كايلا جين بارون (بالإنجليزية: Kayla Jane Barron) وهي عضوة في مركز ناسا لعام 2017.

## خبرتها
كانت بارون ضابطة في البحرية في عام 2010 وحضرت مدرسة للدراسات العليا. وقد ركزت أبحاثها في الدراسات العليا على نمذجة دورة الوقود لمفهوم المفاعلات النووية من الجيل التالي الذي يعمل بالثوريوم. وبعد تخرجها من المدرسة العليا ، حضرت بارون التدريب في سلاح البحرية والطاقة البحرية الأمريكية قبل أن يتم تعيينها في يو إس إس ماين (SSBN-741) ، وهي غواصة صواريخ باليستية من فئة أوهايو في بانجور في واشنطن. تأهلت بارون كضابطة حربية في سلاح الغواصات وأكملت ثلاث دوريات رادعة إستراتيجية أثناء عملها كضابطة في فرقة على متن السفينة مين. في وقت اختيارها ، كانت بارون تعمل كمساعدة لمشرف أكاديمية الولايات المتحدة البحرية.